# Le Mars
Le Mars är en stad (city) i Plymouth County, i delstaten Iowa, USA. Enligt United States Census Bureau har staden en folkmängd på 9 791 invånare (2011) och en landarea på 23,2 km². Le Mars är huvudort i Plymouth County.